# Paralophogaster intermedius
Paralophogaster intermedius är en kräftdjursart. Paralophogaster intermedius ingår i släktet Paralophogaster och familjen Lophogastridae. Inga underarter finns listade i Catalogue of Life.